# Arachnodes manomboensis
Arachnodes manomboensis är en skalbaggsart som beskrevs av Olivier Montreuil 2006. Arachnodes manomboensis ingår i släktet Arachnodes och familjen bladhorningar. Inga underarter finns listade.